# Bosymtschak
Bosymtschak (russisch Бозымчак, englisch Bozymchak) ist ein Kupfertagebau 37 km südwestlich von Ala-Buka im Rajon Ala-Buka, Oblus Dschalal-Abad in Kirgisistan. Der Tagebau mit angeschlossener Aufbereitung liegt in einer abgelegenen Gebirgsregion 8 km nördlich der Grenze zu Usbekistan. Er wird von KAZ Minerals betrieben und nahm 2014 als erstes Projekt von KAZ Minerals außerhalb Kasachstans die Produktion auf. Als Nebenprodukte werden Gold und Silber abgebaut.
Im Jahr 2020 förderte Bosymtschak 1086 kt (Kilotonnen) Erz und verarbeitete 808 kt mit einem Kupfergehalt von 0,76 %, woraus 5,1 kt Kupfer und 30,5 Kilounzen Gold produziert wurden. Die erkundeten Vorräte reichen bis ca. 2032.